# Grevillea didymobotrya
Grevillea didymobotrya är en tvåhjärtbladig växtart. Grevillea didymobotrya ingår i släktet Grevillea och familjen Proteaceae.

## Underarter
Arten delas in i följande underarter:
- G. d. didymobotrya
- G. d. involuta